# Elezioni parlamentari in Messico del 2018
Le elezioni parlamentari in Messico del 2018 si tennero il 1º luglio per il rinnovo del Congresso dell'Unione (Camera dei deputati e Senato della Repubblica); ebbero luogo contestualmente alle elezioni presidenziali.
I cittadini messicani furono chiamati a rinnovare tutti i 500 membri della Camera che sarebbero restati in carica per 3 anni e anche i 128 senatori che sarebbero restati in carica fino al 2024.

## Sistema elettorale

### Camera
I 500 deputati vengono eletti con un sistema elettorale misto, proporzionale e maggioritario, nel seguente modo:
- 300 eletti in altrettanti collegi uniminali col sistema maggioritario a turno unico.
- 200 eletti col sistema proporzionale in 5 circoscrizioni plurinominali regionali con il metodo del quoziente semplice e dei più alti resti.

### Senato
I 128 senatori vengono eletti con un sistema elettorale misto, proporzionale e maggioritario, nel seguente modo:
- 96 eletti in 32 collegi plurinominali che coincidono con i 32 stati messicani. Ogni Stato elegge 3 senatori (2 nella lista che ha la maggioranza relativa ed 1 nella lista seconda classificata).
- 32 eletti con il sistema proporzionale in un'unica circoscrizione plurinominale nazionale con il metodo del quoziente semplice e dei più alti resti.

### Requisiti per la candidatura
Ognuno dei nove partiti politici nazionali iscritti al registro dell'Istitituto Nazionale Elettorale (MORENA,  PT,  PES,  PAN,  PRD,  MC,  PRI, PANAL) aveva diritto a partecipare alle elezioni parlamentari. 

Inoltre, per la parte maggioritaria di Camera e Senato, era possibile candidarsi come indipendenti. 

Per quanto riguarda la Camera, era necessario raccogliere un numero di firme pari al 2% del corpo elettorale del distretto in cui ci si voleva presentare, raccogliendole in almeno metà delle sezioni.

Per quanto riguarda il Senato, era necessario raccogliere un numero di firme pari al 2% del corpo elettorale dello Stato in cui ci si voleva presentare, raccogliendole in almeno metà dei distretti elettorali.

## Partiti e coalizioni
| Coalizioni                                       | Partiti | Partiti | Partiti                               | Ideologia                                                                        | Collocazione      |
| ------------------------------------------------ | ------- | ------- | ------------------------------------- | -------------------------------------------------------------------------------- | ----------------- |
| Insieme Faremo la Storia Juntos Haremos Historia |         |         | Movimento Rigenerazione Nazionale     | - Socialismo democratico - Progressismo - Nazionalismo di sinistra               | Sinistra          |
| Insieme Faremo la Storia Juntos Haremos Historia |         |         | Partito del Lavoro                    | - Socialismo del XXI secolo - Nazionalismo di sinistra - Laburismo               | Sinistra radicale |
| Insieme Faremo la Storia Juntos Haremos Historia |         |         | Partito di Incontro Sociale           | - Conservatorismo sociale - Terza via - Trasversalismo                           | Centro-destra     |
|                                                  |         |         |                                       |                                                                                  |                   |
| Per il Messico al Fronte Por el México al Frente |         |         | Partito Azione Nazionale              | - Liberalismo conservatore - Cristianesimo democratico - Conservatorismo sociale | Centro-destra     |
| Per il Messico al Fronte Por el México al Frente |         |         | Partito della Rivoluzione Democratica | - Socialdemocrazia                                                               | Centro-sinistra   |
| Per il Messico al Fronte Por el México al Frente |         |         | Movimento Cittadino                   | - Socialdemocrazia - Progressismo - Democrazia diretta                           | Centro-sinistra   |
|                                                  |         |         |                                       |                                                                                  |                   |
| Tutti per il Messico Todos por México            |         |         | Partito Rivoluzionario Istituzionale  | - Liberalismo - Corporativismo - Neoliberismo                                    | Centro            |
| Tutti per il Messico Todos por México            |         |         | Partito Verde Ecologista del Messico  | - Ambientalismo - Conservatorismo - Neoliberismo                                 | Centro-destra     |
| Tutti per il Messico Todos por México            |         |         | Partito Nuova Alleanza                | - Liberalismo - Liberismo - Progressismo                                         | Centro            |

## Risultati

### Camera dei deputati
| Liste                                 | Maggioritario | Maggioritario | Maggioritario | Proporzionale | Proporzionale | Proporzionale | Totale seggi |
| Liste                                 | Voti          | %             | Seggi         | Voti          | %             | Seggi         | Totale seggi |
| ------------------------------------- | ------------- | ------------- | ------------- | ------------- | ------------- | ------------- | ------------ |
| PT - MORENA - PES                     | 23 513 132    | 43,75         | 210           | 0             | 0,00          | -             | 210          |
| Movimento Rigenerazione Nazionale     | 709 840       | 1,32          | 8             | 20 972 573    | 38,80         | 84            | 92           |
| Partito del Lavoro                    | 67 429        | 0,13          | -             | 2 211 753     | 4,09          | 4             | 4            |
| Partito di Incontro Sociale           | 54 906        | 0,10          | -             | 1 353 941     | 2,50          | -             | -            |
| PAN - PRD - Movimento Cittadino       | 14 381 872    | 26,76         | 63            | 0             | 0,00          | -             | 63           |
| Partito Azione Nazionale              | 697 595       | 1,30          | 5             | 10 096 588    | 18,68         | 41            | 46           |
| Partito della Rivoluzione Democratica | 124 808       | 0,23          | -             | 2 967 969     | 5,49          | 12            | 12           |
| Movimento Cittadino                   | 268 876       | 0,50          | -             | 2 485 198     | 4,60          | 10            | 10           |
| PRI - Verde - PANAL                   | 6 862 372     | 12,77         | 13            | 0             | 0,00          | -             | 13           |
| Partito Rivoluzionario Istituzionale  | 4 351 824     | 8,10          | 1             | 9 310 523     | 17,22         | 38            | 39           |
| Partito Verde Ecologista del Messico  | 1 429 802     | 2,66          | -             | 2 695 405     | 4,99          | 11            | 11           |
| Partito Nuova Alleanza                | 705 432       | 1,31          | -             | 1 391 376     | 2,57          | -             | -            |
| Indipendenti                          | 539 347       | 1,00          | -             | 539 347       | 1,00          | -             | -            |
| Candidature non registrate            | 32 625        | 0,06          | -             | 32 959        | 0,06          | -             | -            |
| Totale                                | 53 739 860    | 100           | 300           | 54 057 632    | 100           | 200           | 500          |

### Senato della Repubblica
| Liste                                 | Maggioritario | Maggioritario | Maggioritario | Proporzionale | Proporzionale | Proporzionale | Totale seggi |
| Liste                                 | Voti          | %             | Seggi         | Voti          | %             | Seggi         | Totale seggi |
| ------------------------------------- | ------------- | ------------- | ------------- | ------------- | ------------- | ------------- | ------------ |
| PT - MORENA - PES                     | 23 754 422    | 44,06         | 53            | 0             | 0,00          | -             | 53           |
| Movimento Rigenerazione Nazionale     | 661 068       | 1,23          | 2             | 21 261 577    | 39,12         | 13            | 15           |
| Partito del Lavoro                    | 51 260        | 0,10          | -             | 2 164 442     | 3,98          | 1             | 1            |
| Partito di Incontro Sociale           | 28 878        | 0,05          | -             | 1 320 559     | 2,43          | -             | 2            |
| PAN - PRD - Movimento Cittadino       | 14 222 046    | 26,38         | 25            | 0             | 0,00          | -             | 25           |
| Partito Azione Nazionale              | 600 423       | 1,11          | 1             | 9 971 804     | 18,35         | 6             | 7            |
| Partito della Rivoluzione Democratica | 96 393        | 0,18          | -             | 2 984 861     | 5,49          | 2             | 2            |
| Movimento Cittadino                   | 570 774       | 1,06          | 2             | 2 654 452     | 4,88          | 2             | 4            |
| PRI - Verde - PANAL                   | 7 145 869     | 13,25         | 13            | 0             | 0,00          | -             | 13           |
| Partito Rivoluzionario Istituzionale  | 3 855 984     | 7,15          | -             | 9 013 658     | 16,59         | 6             | 6            |
| Partito Verde Ecologista del Messico  | 1 198 011     | 2,22          | -             | 2 528 175     | 4,65          | 2             | 2            |
| Partito Nuova Alleanza                | 593 507       | 1,10          | -             | 1 307 015     | 2,40          | -             | -            |
| Indipendenti                          | 1 109 149     | 2,06          | -             | 1 109 149     | 2,04          | -             | -            |
| Candidature non registrate            | 30 568        | 0,06          | -             | 31 820        | 0,06          | -             | -            |
| Totale                                | 53 918 352    | 100           | 96            | 54 347 512    | 100           | 32            | 128          |